# Brassia angusta
Brassia angusta är en orkidéart som beskrevs av John Lindley. Brassia angusta ingår i släktet Brassia och familjen orkidéer. Inga underarter finns listade i Catalogue of Life.